# Замия шелушащаяся
Замия шелушащаяся (лат. Zamia furfuracea) — вид растений рода Замия (Zamia) семейства Замиевые (Zamiaceae).

## Распространение
Северная Америка (эндемик Мексики — штата Веракрус). Обитает в природе в прибрежных районах в сухих открытых лиственных лесах, с большим количеством представителей семейств Agavaceae и Cactaceae и на стабилизированных прибрежных дюнах.

## Ботаническое описание
Двудомные кустарники, короткостебельные или со стволиками до 1—3 м высотой. Ствол короткий, иногда подземный, до 20 см в диаметре, обычно отмеченный рубцами от старых оснований листьев. Листья около 1 м длиной, 0,25 м шириной, зелёные; срединные листочки до 20 см длиной, 7 см шириной, яйцевидные, с краем, довольно равномерно разделённым на дельтовидные остистые зубцы, которые имеют длину около 0,5 см по боковым краям, но кажутся более длинными апикально; листочки уменьшаются в размерах к основанию листа, в конечном счете, в самом низу, превращаясь в раздвоенные шипы.
Семенные шишки по 1—3, около 30 см шириной, 15 см длиной, почти сидячие, ярко-красные или ржаво-коричневые; срединные чешуи семенных шишек до 7 см длиной, голые, с дорсивентрально уплощённым апофизом почти квадратного очертания, несущей два длинных отростка, которые тянутся к оси шишки между семенами соседних чешуек; пупок вогнутый, терминальный и не отогнутый. Семена 5 см длиной, 1—5 см шириной, ярко-алые, становятся чёрными, мясистая часть дистально превышает каменистую внутреннюю часть примерно на 2 см. Более мелкие мужские (производящие пыльцу) скопления шишек образуются на отдельных растениях.